# Alitalia
Az Alitalia - Compania Aerea Italiana S.p.A. (IATA-kódja AZ, ICAO-kódja AZA, hívójele Alitalia) Olaszország római székhelyű nemzeti légitársasága volt, amely belföldi és nemzetközi járatokat egyaránt üzemeltetett. Bázisrepülőtere a Róma-Fiumicino nemzetközi repülőtér volt. 2001 óta a SkyTeam légi szövetség tagja volt.
Az olasz kormány és más szervezetek 1998 óta 4,9 milliárd euróval támogatták az Alitaliát. 2005 és 2009 között számos kísérletet tettek a társaság eladására. Az Európai Unió határozata alapján, 2006 óta a kormány már nem adhatott több segélyt a csődközelbe kerülő Alitaliának. A légitársaság gondjai 2005-ben olyan súlyossá váltak, hogy a Consob, az olasz értékpiac szabályozója, kötelezte a céget, hogy az havonta jelentse neki pénzügyi helyzetét. 2008-ban az Alitalia csődbe ment. A Compagnia Aerea Italiana ezután vásárolta meg az Alitaliát 1052 millió euróért: 427 millió eurót fizetett készpénzben és az Alitalia tartozásából 625 millió eurót vállalt magára.
2021. október 15-én az Alitalia megszűnt. Helyébe az ITA Airways (Italia Trasporto Aereo) lépett.

## Története

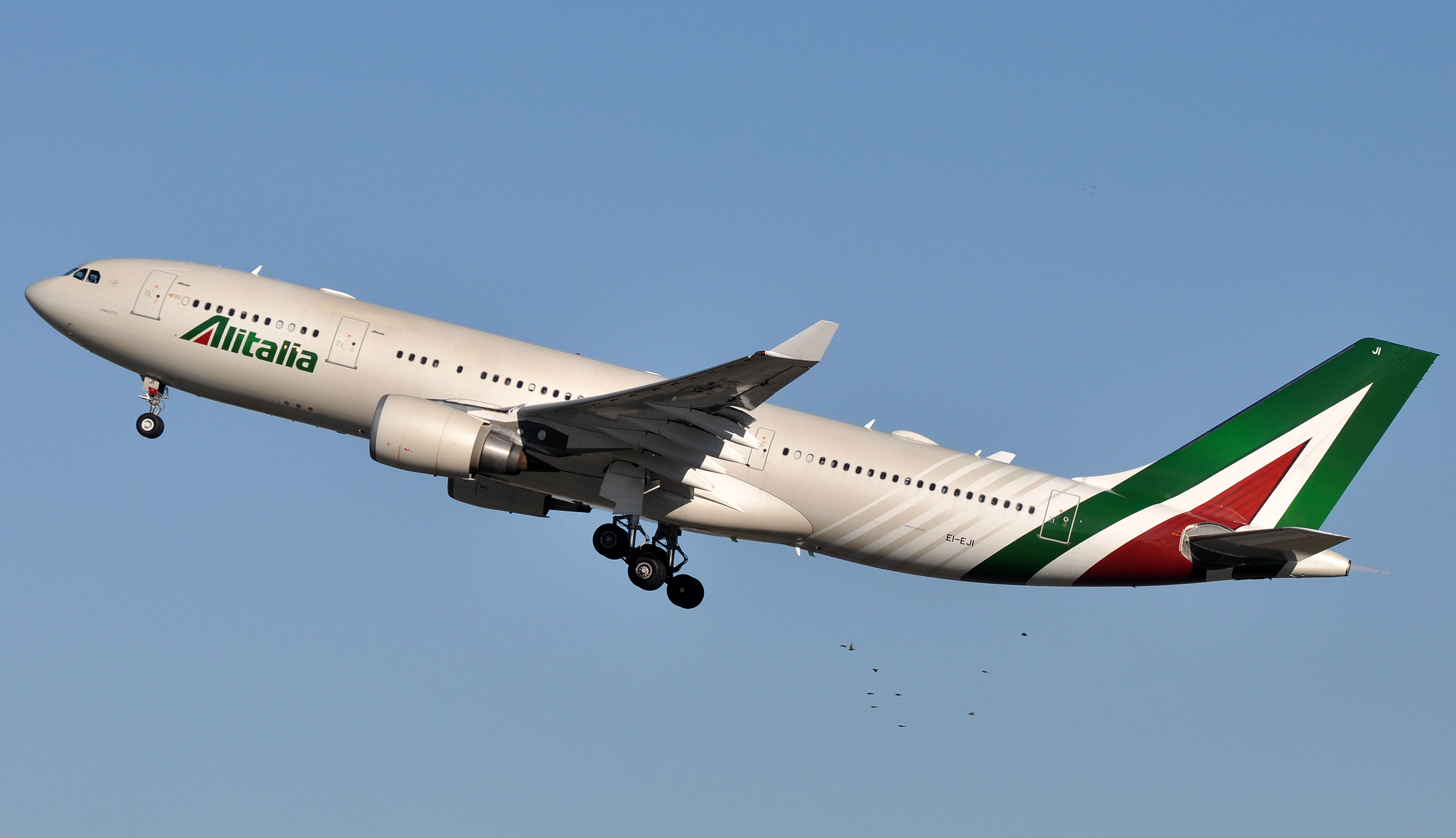
Airbus A330-200

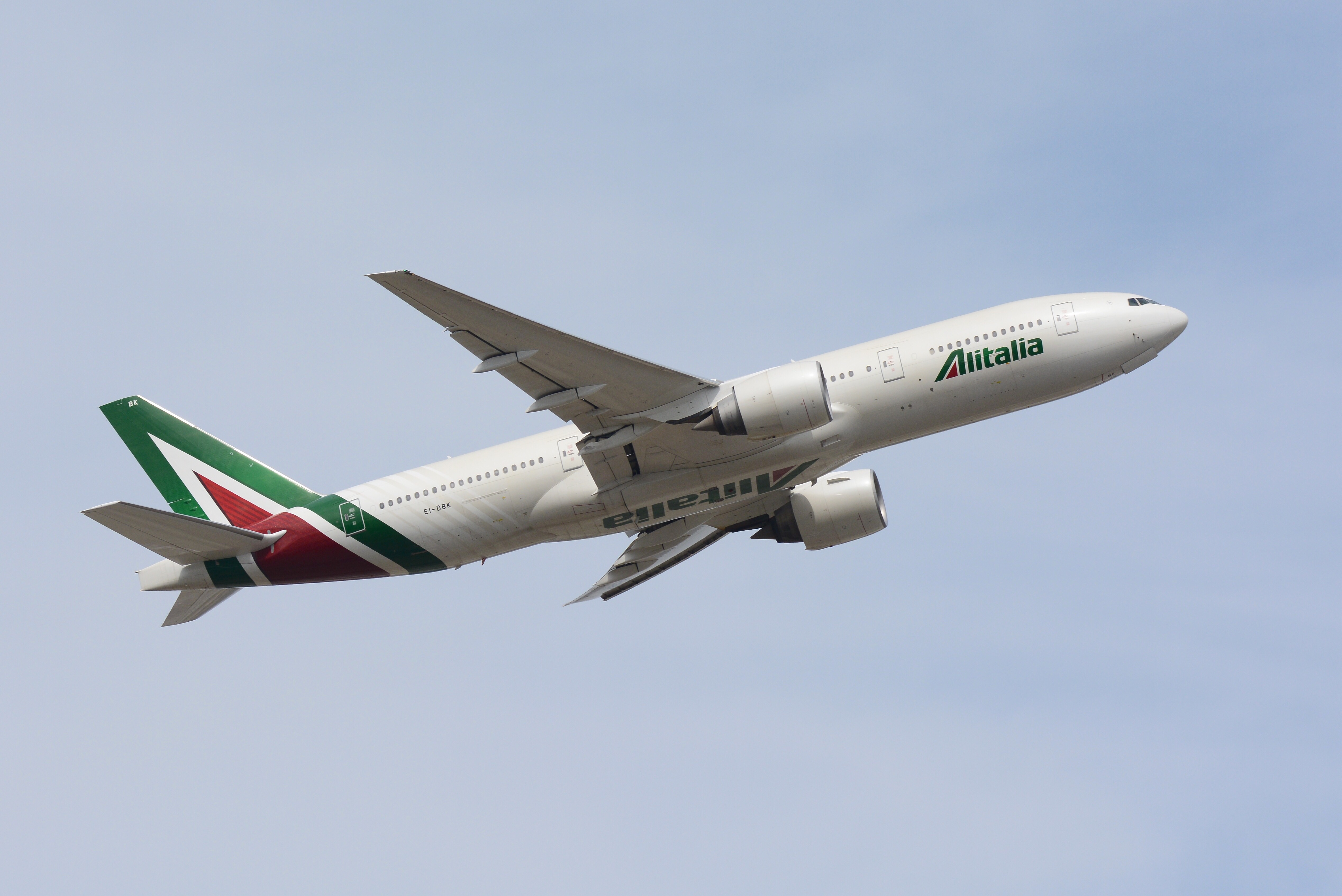
Boeing 777-200ER

A légitársaságot 1946. szeptember 16-án alapították Aerolinee Italiane Internazionali néven. Röviden Alitaliaként ismerik, amely betűszó az ali (magyarul szárnyak) és az Italia (magyarul Olaszország) szavakból tevődik össze. A működést 1947. május 5-én kezdte meg és már ebben az évben több mint 10 000 utast szállított. Az első járatot Virginio Reinero pilóta abszolválta egy Fiat G-12 Alcione típusú repülőgéppel Torino és Róma között. Az első nemzetközi járat egy évvel később szállt fel, és Milánóból Dél-Amerikába. 1957. október 31-én létrejött az Alitalia Linee Aeree Italiane az Alitalia és a Linee Aeree Italiane egyesülésével.
Az 1990-es években az Alitalia évente több mint 25 millió utast szállított. 1997-ben megalapította regionális leányvállalatát Alitalia Express néven, 2001-ben a SkyTeam légiszövetség tagja lett. 2003 novemberében az Alitalia bejelentette, hogy megszakítja a munkakapcsolatot 2700 alkalmazottal a következő három évben, hogy felkészüljön az Air France-szal és a KLM-mel való összeolvadásra. 2004 áprilisában bejelentették a Gandalf Airlines regionális légitársaság csődjét.
2004 szeptemberében a légitársaság pénzügyi problémák sűrűjében találta magát. A vezetés azt mondta, hogy nincs elég pénzük kifizetni az alkalmazottak havi fizetését. Bejelentették, hogy 5000 emberrel megszakítják a munkakapcsolatot, és a vállalatot két részre osztják fel, a légitársaságra és a földi kezelő vállalatra. Sőt, azt is állították, hogy újragondolják a szövetséget az Air France-szal. Megkezdték a tárgyalásokat a szakszervezetekkel a fizetések csökkentéséről és a létszám csökkentésről annak érdekében, hogy elkerüljék a teljes csődöt és a lehetséges felszámolást. Szeptember 24-én bejelentették, hogy megegyezésre jutottak a szakszervezetekkel arról, hogy a vállalat kölcsönt kaphat az olasz kormánytól.
Az Alitaliát 49%-ban az olasz Pénzügyminisztérium, 49%-ban vállalkozók, és 2%-ban az Air France–KLM birtokolta. A pénzügyi nehézségek miatt az olasz kormány jelezte szándékát hogy szeretné eladni részesedése egy részét a vállalatban. Ez a hír 2007 januárjában látott napvilágot. A pénzügyminisztérium feltételei szerint a vásárlónak garantálnia kell legalább 18 000 állást, belföldi járatokat és az Alitalia márkanév olasz mivoltát. Olaszország 30,1%-ról szóló vásárlási ajánlatokat kapott, amelyeket 2007. január 29-én mutattak meg a tulajdonosoknak.

### Az új Alitalia
2008. augusztus 26-án olasz vállalkozók és az Intesa Sanpaolo, az egyik vezető olasz bank, létrehozta a Compagnia Aerea Italianát (CAI), hogy megvásárolja az Alitaliát és a magánkézben lévő Air Onet.
Két hónappal később a CAI csoport 1,1 milliárd eurót ajánlott az Alitaliáért néhány pilótákat és légiutaskísérőket tömörítő szakszervezet tiltakozása ellenére. 2008. november 11-én az olasz kormány és az Alitalia képviselői elfogadták a CAI ajánlatát. Végül a CAI 1,052 milliárd eurót fizetett, 427 milliót készpénzben, emellett a befektetők 625 millió eurós adósságot vállaltak magukra. A CAI az Air Onet is megvásárolta.
Az Alitalia 25%-át az Air France-KLM vette meg 323 millió euróért, 2009. január 12-én. 13-án az Alitalia összeolvadt az Air One-nal és ezzel új fejezet kezdődött a társaság történetében.
Egy évvel újraindítása után az Alitalia előzetes adatok alapján összesítve 270 millió eurós veszteséggel zárt. 2009 harmadik negyedévében viszont 15 millió eurós nyereséget tudott produkálni, aminek köszönhetően az év végén a fedezeti pont körül mozgott. A nyári szezonban a helykihasználtság elérte a 74%-ot, ami jelentős növekedés volt a második negyedévhez képest. Rocco Sabelli vezérigazgató elmondása alapján 2011-re az Alitalia nyereséges lehet.

## Úticélok
Az Alitalia a 2013 szeptemberében, a leányvállalatával, az Air One-nal együtt 98 célállomásra repült, 44 országban. Az Alitalia központi repülőtere a Róma-Fiumicino nemzetközi repülőtér volt, ezen kívül még 5 olasz repülőteret használt másodlagos központjául. Az Air One központi repülőtere a Milánó-Malpensai repülőtér, a Pisai nemzetközi repülőtér és a Velence Marco Polo repülőtér.

### Codeshare egyezmény
Az Alitalia és az Alitalia CityLiner légitársaságnak codeshare egyezménye volt a következő légitársaságokkal (2013. augusztus):

#### SkyTeam
Az Alitalia a SkyTeam légiszövetség tagja 2010 júliusa óta volt.
| - Aeroflot (ST) - airBaltic - Air Calin - Air Corsica - Air Europa (ST) - Air France (ST) - Air Serbia - Azerbaijan Airlines - Bulgaria Air - Carpatair | - China Airlines (ST) - China Eastern Airlines (ST) - Cyprus Airways - Czech Airlines (ST) - Darwin Airline - Delta Air Lines (ST) - Etihad Airways - Gol Transportes Aéreos - KLM (ST) - Korean Air (ST) | - Kuwait Airways - Luxair - Middle East Airlines (ST) - Montenegro Airlines - Saudia (ST) - SriLankan Airlines - TAP Portugal (SA) - TAROM (ST) |

## Flotta

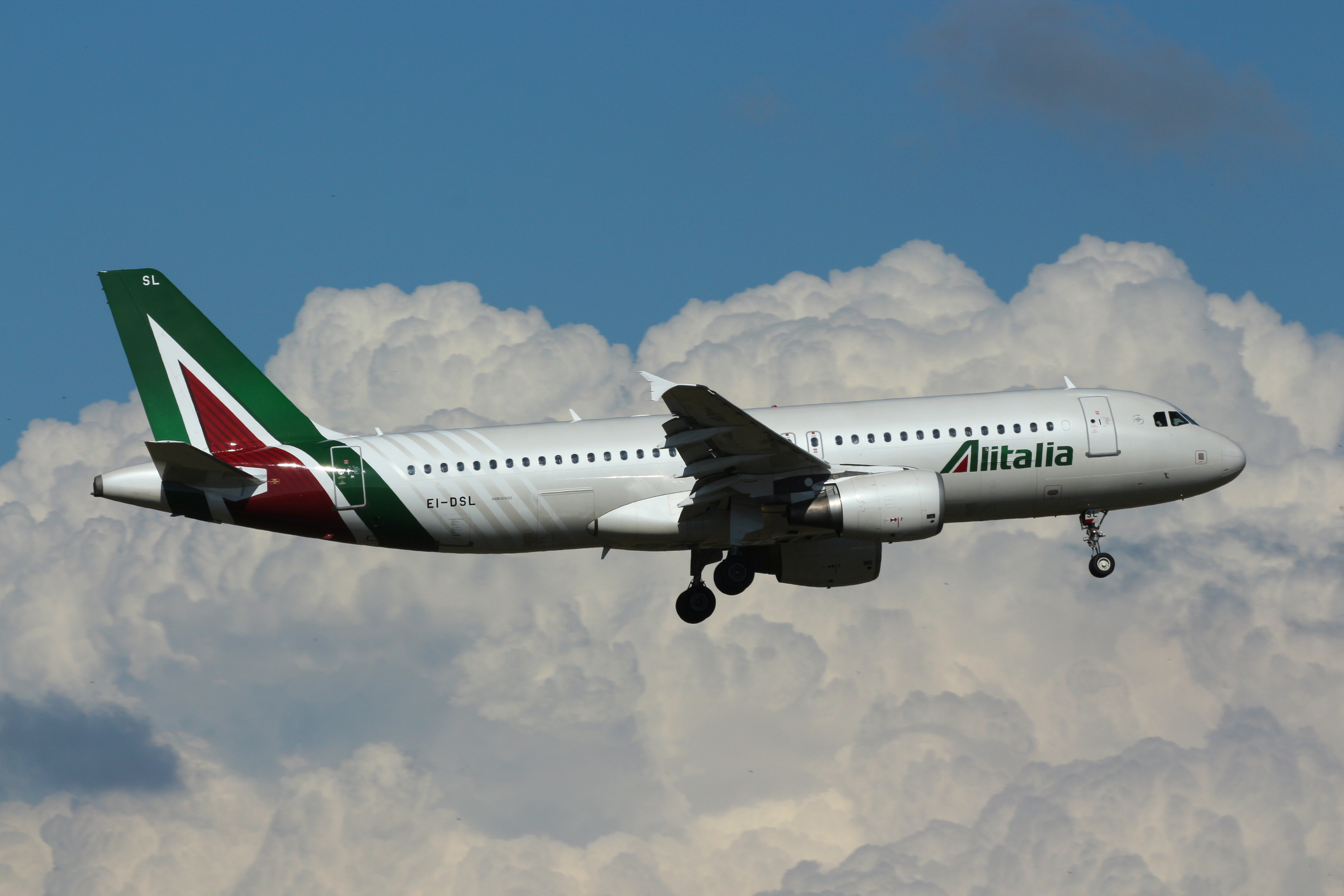
Alitalia A320 EI-DSL

Az Alitalia flottája 2013 novemberében az alábbi repülőgépekből állt:

## Balesetek
Hét Alitalia-járatot térítettek már el, Alitalia-gépek 28 esetben voltak balesetek részesei. Haláleset 9 alkalommal történt, ezekben 471-en vesztették életüket.
1994-ben az Airbus A330-300-as egyik prototípusa tesztrepülés közben lezuhant. A gépen tartózkodó két Alitalia pilóta életét vesztette. A társaság története során nem üzemeltette az A330-ast, két Boeing 767-esét pedig a két pilótáról, Alberto Nassettiről és Pier Paolo Racchettiről nevezte el.